# Luigi Russolo
Luigi Russolo (født 30. april 1885 i Portogruaro, Veneto i Italien; død 4. februar 1947 i Laveno-Mombello, provinsen Varese i Lombardiet) var en italiensk futuristisk maler og komponist.
Russolo var virksom både som komponist, instrumentbygger og som maler. Han var medunderskriver af manifestet for bevægensen futurisme i begyndelsen af 1900-tallet.
| - Værker af Luigi Russolo - Minder om en nat, 1911 Souvenir d'une nuit (Memories of a Night) - Plastisk syntese af en kvindes bevægelser, 1912 Sintesi plastica dei movimenti di una donna - Selvportræt med kranier, 1909 Self-portrait with Skulls - Parfume, (duft) 1910 Profumo - Revolten, 1911 La Rivolta - La Musica, 1911-12 - Tæt tåge (?), 1912 Solidity of Fog - Enharmonisk notation, 1913 1913 score of en-harmonic notation, for Intonarumori - En bils dynamik, 1913 Dynamism of a Car - Sæbeskål (?), 1929 Soap-dish - Tower Bridge, 1929 - Landskab med træer, 1940'erne Landscape with trees - Russolos gravsted i Laveno-Mombello |